# 克莱帕日
克莱帕日（Kleparz）是位于波兰克拉科夫的一个街区，紧靠克拉科夫老城的北面，标志着皇家之路的开始。1366年至1792年间，它是一个独立的城镇。现在，它是克拉科夫老城区的一部分（Stare Miasto）。

## 历史
目前克莱帕日边界内已知的第一个定居点建于1184年之前。这一年，克拉科夫主教盖德科修建了圣福里安堂。定居点的人口数量和规模发展迅速，拥有约1000名居民和2380匹马。1366年，卡齐米日三世授予其市镇权，并以圣福里安堂命名为Florencja。集市广场周围建有木屋，居民主要是工匠，包括铁匠和裁缝。在下个世纪，改用新名字克莱帕日（拉丁语“Clepardia”）。1476年、1528年、1655年、1657年、1755年和1768年，克莱帕日在战争中或大火中数次被烧毁。
1792年，根据议会的决定，克莱帕日并入克拉科夫市。
19世纪，克莱帕日重建，建起了新古典主义和新艺术风格的新住宅。

## 景点
克莱帕日最有趣的景点是克莱帕日集市广场，广场上有五颜六色的摊位，以及几乎并列的扬·马泰伊科广场，两侧是扬·马泰伊科美术学院和圣福里安圣殿，中心是格伦瓦尔德之战纪念碑。